# Las consecuencias económicas de la paz
Las consecuencias económicas de la paz  (título original en inglés: The Economic Consequences of the Peace) es un libro escrito por el economista inglés John Maynard Keynes en 1919.
La obra que se convirtió en un éxito de carácter internacional, analiza de forma crítica el Tratado de Versalles y las condiciones impuestas a Alemania como potencia derrotada en la Primera Guerra Mundial y ejerció una profunda influencia en el pensamiento económico en la época.

## Publicación
Keynes escribió Las consecuencias económicas de la paz durante los meses de agosto y septiembre de 1919 en Charleston, y se puso a la venta en diciembre de ese año. En pocos meses se vendieron en el mundo más de 100 000 ejemplares.
El libro se tradujo a once idiomas (alemán, holandés, flamenco, danés, sueco, italiano, español, rumano, ruso, japonés y chino). 
Se publicó en español en 1920 por la editorial Calpe, traducido por Juan Uña Shartou. Entre 1920 y 2013 existen siete ediciones de la obra en este idioma.

## Contenido
Tras el final de la Primera Guerra Mundial, el tratado de Versalles impuso a Alemania una serie de reparaciones económicas muy elevadas que obedecían al principio de que los vencidos debían responder por los daños causados durante la guerra.
Keynes participó en las negociaciones de la Conferencia de Paz de París, formando parte de la delegación de Reino Unido hasta junio de 1919, cuando dimitió convencido de que se estaba cometiendo un grave error para el futuro político de Europa. 
Según el economista británico, el tratado instauraba una paz cartaginesa, consideraba que las reparaciones eran de imposible cumplimiento y auguraban una futura crisis en Europa y que lo que hubiera procedido era una reconstrucción económica del continente devastado por el conflicto.